# Francisco Moreno Zuleta
Francisco Moreno Zuleta (Jerez de la Frontera, 4 d'agost de 1880 - Madrid, 3 de juliol de 1963) va ser un advocat i polític espanyol, que va exercir els càrrecs de ministre d'Economia Nacional i d'Hisenda durant la dictadura del general Primo de Rivera.

## Trajectòria
Comte dels Andes, marquès de Mortara, Gran d'Espanya i marmessor d'Alfonso XIII, aquest terratinent va iniciar la seva carrera política en el si del Partit Conservador pel qual va concórrer en les successives eleccions celebrades entre 1907 i 1920 obtenint un escó de diputat en el Congrés dels Diputats per la circumscripció de Cadis passant, en 1921, al Senat com a "senador per dret propi".
Durant la Dictadura de Primo de Rivera, de qui era amic personal, fou nomenat en 1927 membre de l'Assemblea Nacional Consultiva com a "representant de l'Estat".
Va ser ministre d'Economia Nacional entre el 3 de novembre de 1928 i el 21 de gener de 1930 en un govern presidit per Primo de Rivera, període en el qual el ministeri es va dividir en dues carteres: Hisenda i Economia Nacional. Posteriorment seria ministre d'Hisenda entre el 21 de gener i el 30 de gener de 1930.